# Douglas B-18 Bolo
Chiếc Douglas B-18 Bolo là một máy bay ném bom của Không lực Lục quân Hoa Kỳ và Không quân Hoàng gia Canada vào cuối những năm 1930 và đầu những năm 1940. Chiếc Bolo do Douglas Aircraft Company chế tạo dựa trên kiểu máy bay dân dụng DC-2 của hãng này. Cho dù không phải là thiết kế mới nhất hay tiên tiến nhất, chiếc B-18 bị buộc đưa ra hoạt động trong vai trò tuần tra thời chiến vào giai đoạn đầu của Thế Chiến II.

## Thiết kế và phát triển

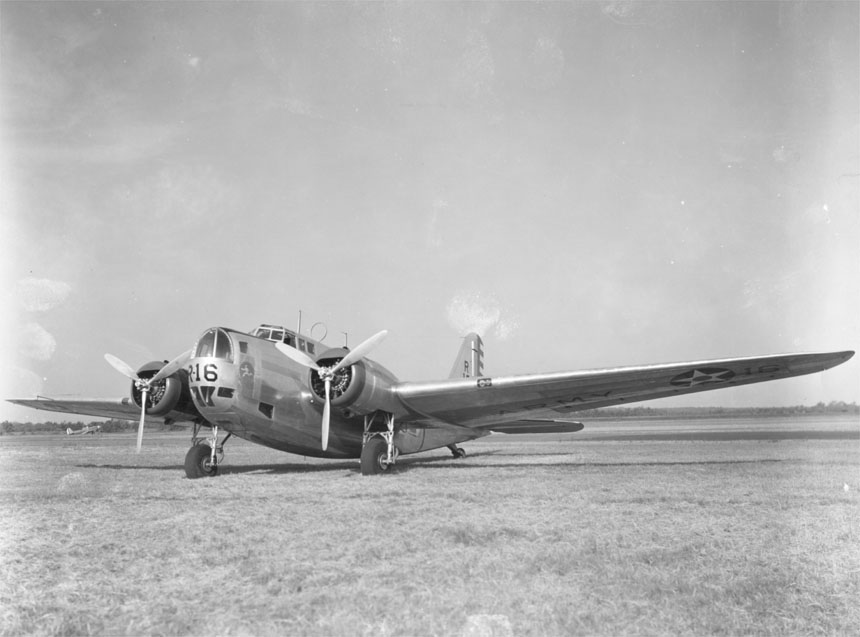
Douglas B-18, nhìn 3/4 trước

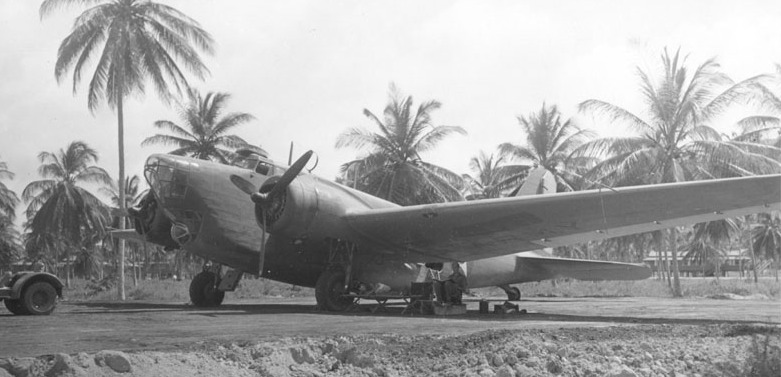
Douglas B-18 đậu trên sân bay tại Panama.

Vào năm 1934, Không lực Lục quân Hoa Kỳ đưa ra một yêu cầu về một kiểu máy bay ném bom có tải trọng chiến đấu và tầm bay xa gấp đôi chiếc Martin B-10, vốn vừa mới được đưa vào hoạt động như là kiểu máy bay ném bom căn bản của Lục quân.
Trong cuộc đánh giá tại sân bay Wright vào năm sau, Douglas trình diễn chiếc DB-1. Nó phải cạnh tranh cùng chiếc Kiểu 299 của Boeing (sau này chính là B-17 Flying Fortress) và Martin Kiểu 146. Trong khi thiết kế của Boeing rõ ràng là hơn hẳn, việc chiếc B-17 nguyên mẫu bị rơi (gây ra do cất cánh với các bề mặt kiểm soát bị khóa chốt lại) đã loại nó ra khỏi vòng xem xét. Trong chiều sâu của Cuộc đại khủng hoảng, giá thành thấp hơn của chiếc DB-1 (58.500 Đô la Mỹ so với 99.620 Đô la Mỹ cho Kiểu 299) cũng được tính đến cho lợi thế của nó. Thiết kế của Douglas được yêu cầu sản xuất ngay lập tức từ tháng 1 năm 1936 dưới tên gọi B-18.
Thiết kế của chiếc DB-1 về bản chất giống như chiếc DC-2 với nhiều cải tiến. Sải cánh được kéo dài thêm 1,4 m (4,5 ft). Thân máy bay sâu hơn để chứa bom và đội bay sáu người tốt hơn; cánh được gắn giữa thay vì gắn thấp, nhưng là do khung thân máy bay sâu hơn. Vũ khí được bổ sung gồm các tháp súng ở mũi, lưng và bụng máy bay.

## Lịch sử hoạt động
Hợp đồng ban đầu được thỏa thuận cho 133 chiếc B-18 (bao gồm kiểu DB-1), sử dụng động cơ Wright R-1820 bố trí hình tròn. Chiếc B-18 cuối cùng trong loạt, được công ty đặt tên là DB-2, được trang bị một tháp súng vận hành bằng điện trước mũi, nhưng kiểu thiết kế này không trở thành tiêu chuẩn. Các hợp đồng bổ sung vào năm 1937 (177 máy bay) và năm 1938 (40 máy bay) dành cho kiểu B-18A, có vị trí của sĩ quan ném bom dịch ra phía trước gần vị trí xạ thủ súng máy mũi. Phiên bản B-18A cũng sử dụng động cơ mạnh hơn.
Cho đến năm 1940, đa số các phi đội ném bom của Không lực Lục quân Hoa Kỳ được trang bị B-18 hay B-18A. Nhiều chiếc máy bay thuộc Liên đội 5 và Liên đội 11 tại Hawaii đã bị tiêu diệt trong trận chiến Trân Châu Cảng.

Chiếc Digby của Không quân Hoàng gia Anh khoảng năm 1942

Những chiếc B-17 khởi sự thay thế những chiếc B-18 trong hoạt động tại tiền tuyến vào năm 1942. Sau đó, 122 chiếc B-18A được cải tiến để hoạt động trong chiến tranh chống tàu ngầm. Bộ ngắm ném bom được thay thế bởi một radar tìm kiếm với một chỏm radar lớn. Thiết bị phát hiện từ trường bất thường (MAD) đôi khi được gắn trên một cụm đuôi. Chiếc máy bay này được đặt tên là B-18B và được sử dụng tại khu vực Caribe để tuần tra chống tàu ngầm. Có hai chiếc được chuyển cho Không quân Brazil (Força Aérea Brasileira) vào năm 1942. Không quân Hoàng gia Canada sở hữu 20 chiếc B-18A (đặt tên là Douglas Digby Mark I), và cũng sử dụng chúng trong nhiệm vụ tuần tra. Vào ngày 2 tháng 10 năm 1942, một chiếc B-18A đã ném mìn sâu và đánh chìm chiếc tàu ngầm U-boat Đức U-512 về phía Bắc Cayenne, Guiana thuộc Pháp. Những chiếc Bolo và Digby đã đánh chìm thêm hai chiếc tàu ngầm nữa trong cuộc chiến tranh. Những chiếc Digby của Không quân Hoàng gia Canada đã tiến hành 11 cuộc tấn công vào những chiếc U-boat. Chiếc U-520 được xác nhận đã bị đánh chìm bởi đội bay của Trung úy F. Rayme thuộc Phi Đội 10 vào ngày 30 tháng 10 năm 1942.
Hiện có năm chiếc B-18 còn sống sót và được trưng bày tại các bảo tàng tại Hoa Kỳ .

## Các phiên bản

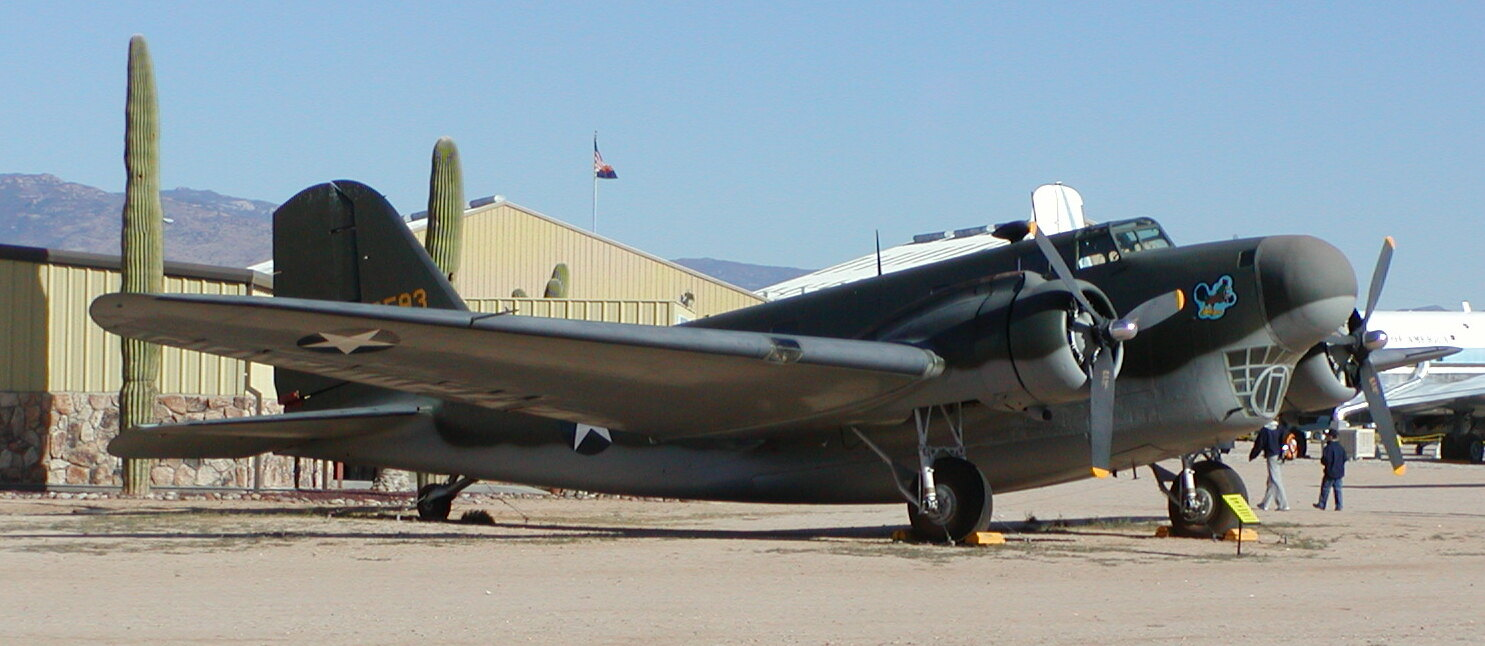
Chiếc Douglas B-18B Bolo, Bảo tàng Hàng không Pima, Tucson, Arizona

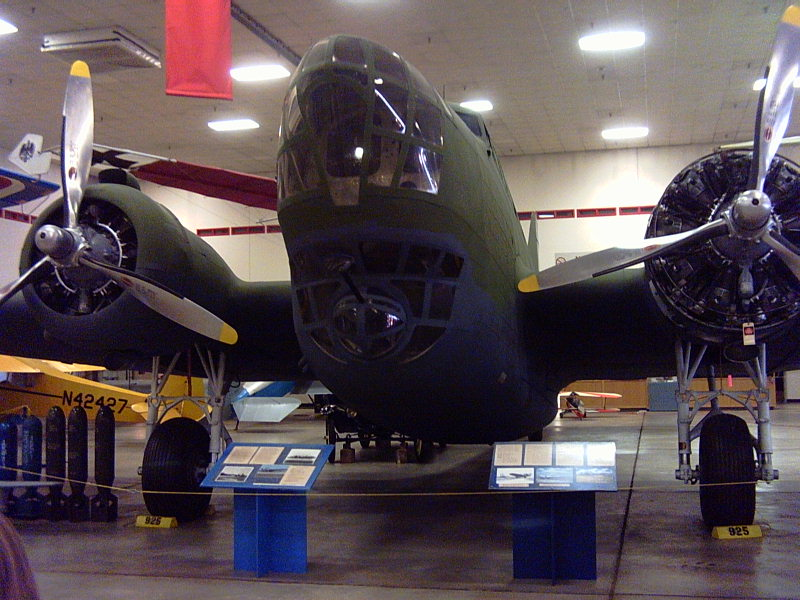
Chiếc B-18A tại Bảo tàng Wings, tháng 1 năm 2007.

DB-1
Chiếc nguyên mẫu B-18 đầu tiên được sản xuất, có một chiếc được chế tạo.
B-18
Phiên bản sản xuất đầu tiên, có 131 hoặc 133 chiếc được chế tạo.
B-18M
Giá bom được tháo dỡ khỏi chiếc B-18 để làm máy bay huấn luyện.
DB-2
Nguyên mẫu có tháp súng mũi vận hành bằng điện; chiếc B-18 sản xuất cuối cùng, có một chiếc được chế tạo.
B-18A
Phiên bản B-18 trang bị động cơ mạnh hơn Wright R-1820-53 và bố trí lại vị trí sĩ quan ném bom, có 217 chiếc được chế tạo.
B-18AM
Giá bom được tháo dỡ khỏi chiếc B-18A để làm máy bay huấn luyện.
B-18B
Phiên bản cải biến chống tàu ngầm, có 122.
B-18C
Phiên bản cải biến chống tàu ngầm, có 2 chiếc được cải biến.
XB-22
Phiên bản đề nghị cải tiến chiếc B-18 trang bị động cơ Wright R-2600-3 bố trí hình tròn công suất 1.600 mã lực (1.194 kW). Không được chế tạo, chủ yếu là do sự xuất hiện các máy bay ném bom hạng nhẹ tốt hơn như chiếc B-23 Dragon.
C-58
Phiên bản cải biến vận tải.
Digby I
Phiên bản B-18A cải biến dành cho Không quân Hoàng gia Canada.

## Các nước sử dụng
Brasil
- Không quân Brazil

 Canada
- Không quân Hoàng gia Canada

 Hoa Kỳ
- Không lực Lục quân Hoa Kỳ

## Đặc điểm kỹ thuật (B-18A)

### Đặc tính chung
- Đội bay: 06 người
- Chiều dài: 17,6 m (57 ft 10 in)
- Sải cánh: 27,3 m (89 ft 6 in)
- Chiều cao: 4,6 m (15 ft 2 in)
- Diện tích bề mặt cánh: 89,1 m² (959 ft²)
- Lực nâng của cánh: 113 kg/m² (23,1 lb/ft²)
- Trọng lượng không tải: 7.400 kg (16.321 lb)
- Trọng lượng có tải: 10.030 kg (22.123 lb)
- Trọng lượng cất cánh tối đa: 12.600 kg (27.500 lb)
- Động cơ: 2 x động cơ Wright R-1820-53 bố trí hình tròn làm mát bằng không khí, công suất 1.000 mã lực (750 kW) mỗi động cơ

### Đặc tính bay
- Tốc độ lớn nhất: 346 km/h (197 knot, 215 mph)
- Tầm bay tối đa: 3.400 km (1.800 nm, 2.100 mi)
- Bán kính chiến đấu: 1.850 km (999 nm, 1.150 mi)
- Trần bay: 7.280 m (23.900 ft)
- Tốc độ lên cao: 5,2 m/s (1.030 ft/min)
- Tỉ lệ công suất/khối lượng: 0,15 kW/kg (0,09 hp/lb)

### Vũ khí
- 3 x súng máy M1919 Browning 7,62 mm (0,30 in)
- 2.200 kg (4.500 lb) bom

## Nội dung liên quan

### Máy bay liên quan
- Douglas DC-2
- Douglas XB-22
- Douglas B-23 Dragon

### Trình tự thiết kế
- XB-15 - XB-16 - B-17 - B-18 - XB-19 - Y1B-20 - XB-21

### Danh sách liên quan
- Danh sách máy bay chiến đấu
- Danh sách máy bay quân sự Hoa Kỳ
- Danh sách máy bay quân sự giữa hai cuộc chiến tranh thế giới
- Danh sách máy bay trong Chiến tranh Thế giới II
- Danh sách máy bay ném bom